# Wybory prezydenckie na Litwie w 1993 roku
Wybory prezydenckie na Litwie w 1993 roku odbyły się 14 lutego 1993. Były to pierwsze wybory prezydenckie od czasu odzyskania przez Litwę niepodległości w marcu 1990. Frekwencja wyniosła 78,1%.
Zwycięzcą w pierwszej turze został kandydat postkomunistycznej Litewskiej Demokratycznej Partii Pracy Algirdas Brazauskas. Zdobył 61,1% głosów, pokonując wspieranego przez Sąjūdis niezależnego kandydata Stasysa Lozoraitisa.

## Wyniki
| Kandydat            | Partia                              | Głosy     | %     |
| ------------------- | ----------------------------------- | --------- | ----- |
| Algirdas Brazauskas | Litewska Demokratyczna Partia Pracy | 1 212 075 | 61,1% |
| Stasys Lozoraitis   | niezależny                          | 772 922   | 38,9% |
| głosy nieważne      |                                     | 34 016    | –     |
| Razem               | Razem                               | 2 019 013 | 100%  |